# 塔王棋
塔王棋（Tumbling Down）是Michael Shuck於2000年推出的兩人棋類，是種疊棋類遊戲。

## 棋具
- 棋盤為8x8棋格的西洋棋棋盤，但採用菱形角度擺放。

- 棋子為平扁狀，可堆疊其他棋子，以兩色區分敵我，每方各有29枚。

## 規則
- 為方便說明，定義以下術語：
  - 棋疊：指堆疊在同一棋位的任何方棋子，層數至少為一，堆疊數量無限制。操作權屬於頂端棋子的所有者。
  - 王：指一玩家操作的棋疊中，當前最大層數的棋疊，有一座以上的可能。

- 棋子上可堆疊任何數量的棋子。

- 初始佈置：
  - 一座四層棋疊在最靠近己方的角落。
  - 二座三層棋疊在第二近的斜行。
  - 七座二層棋疊在第三、四近的斜行。
  - 五座一層棋疊在第五近的斜行。

- 雙方輪流移動一座棋疊，可朝八方直線移動，最大可移動距離為棋疊的層數，路徑可有任何方的棋疊或空位。每經過一格，就需將此棋疊的底層棋子放於經過的棋疊與空棋位上。

- 將對方其中一座王的頂端疊上一枚己棋，則獲勝[1]。

## 外部連結
- 遊戲介紹 （页面存档备份，存于）
- 規則介紹 （页面存档备份，存于）
- 線上遊戲 （页面存档备份，存于）